# 인제성당
인제성당은 강원특별자치도 인제군 인제읍에 있는, 1956년 건립된 건축물이다. 2018년 12월 10일 문화재 등록 예고를 거쳐, 2019년 2월 14일 대한민국의 국가등록문화재 제742호로 지정되었다.

## 등록 사유
인제성당은 한국전쟁 당시 포격으로 상부구조가 파괴되어 기존에 남아 있던 건물의 콘크리트 기초를 그대로 이용하여 건축하였다. 특히, 본당과 사제관을 하나의 건축물로 축조한 방법은 동시대 기타 성당건축에서 볼 수 없는 독특한 형태로 인제성당만의 중요한 건축적 특징으로서 큰 의미를 부여할 수 있다.

## 참고 자료
- 인제성당 - 국가유산청 국가유산포털